# Tanc-Funktion

Die tanc-Funktion im Bereich von −11 bis 11

Die tanc-Funktion oder auch Kardinaltangens (Tangens cardinalis) ist eine mathematische Funktion, die durch
{\displaystyle \operatorname {tanc} (x):={\dfrac {\tan(x)}{x}}}
definiert ist. Hierbei bezeichnet {\displaystyle \tan(x)} den gewöhnlichen Tangens.
Analog zur gebräuchlicheren sinc-Funktion wird die Funktion an der hebbaren Definitionslücke bei {\displaystyle x=0} durch ihren Grenzwert {\displaystyle \operatorname {tanc} (0)=1} fortgesetzt. Trotz ihrer strukturellen Ähnlichkeit zählt sie nicht zu den Kardinalfunktionen.

## Eigenschaften

### Allgemeines
An der hebbaren Singularität bei {\displaystyle x=0} werden die Funktionen durch den Grenzwert {\displaystyle \operatorname {tanc} (0)=1} bzw. {\displaystyle \operatorname {tanc} (0)=1} stetig fortgesetzt, der sich aus der Regel von de L’Hospital ergibt; manchmal wird die Definitionsgleichung auch mit Fallunterscheidung geschrieben:
{\displaystyle \operatorname {tanc} (x)={\begin{cases}{\frac {\tan x}{x}}&x\neq 0\vee x\neq \pi n\\1&x=0\end{cases}}}.

### Nullstellen
Die tanc-Funktion hat ihre Nullstellen bei ganzzahligen Vielfachen von {\displaystyle \pi }:
{\displaystyle \operatorname {tanc} (x)={\frac {\tan(x)}{x}}=0} gilt für {\displaystyle \ x\in \{n\pi \ \mid \ n\in \mathbb {Z} \setminus \{0\}\}}

### Asymptotisches Grenzverhalten
Für {\displaystyle x}-Koordinaten der Form {\displaystyle x_{n}={\frac {1}{2}}+\pi n} mit ganzzahligem {\displaystyle n} hat die {\displaystyle \operatorname {tanc} (x_{n})}-Funktion ein asymptotisches Grenzverhalten, da {\displaystyle \tan(x_{n})} divergiert.

### Ableitungen
Die erste Ableitung von {\displaystyle \operatorname {tanc} (x)} ist gegeben durch:
{\displaystyle {\frac {\mathrm {d} }{\mathrm {d} x}}\;\operatorname {tanc} (x)={\frac {\sec ^{2}(x)}{x}}-{\frac {\tan(x)}{x^{2}}}}

### Integrale
Das Integral vom Kehrwert der tanc-Funktion hat bis zur ersten Nullstelle folgenden Wert:
{\displaystyle \int _{0}^{\pi /2}{\frac {1}{\operatorname {tanc} (x)}}={\frac {\pi }{2}}\ln(2)}
Dies wird im Folgenden bewiesen:
{\displaystyle \int _{0}^{\pi /2}{\frac {1}{\operatorname {tanc} (x)}}\,\mathrm {d} x=\int _{0}^{1}{\frac {\operatorname {arcsin} (x)}{x}}\,\mathrm {d} x=\int _{0}^{1}\int _{0}^{1}{\frac {\sqrt {1-x^{2}}}{-x^{2}y^{2}+1}}\,{\frac {y}{\sqrt {1-y^{2}}}}\,\mathrm {d} y\,\mathrm {d} x=}{\displaystyle =\int _{0}^{1}\int _{0}^{1}{\frac {\sqrt {1-x^{2}}}{-x^{2}y^{2}+1}}\,{\frac {y}{\sqrt {1-y^{2}}}}\,\mathrm {d} x\,\mathrm {d} y=\int _{0}^{1}{\frac {\pi }{2}}\,{\frac {y}{{\sqrt {1-y^{2}}}(1+{\sqrt {1-y^{2}}})}}\,\mathrm {d} y={\frac {\pi }{2}}\ln(2)}

## Abgrenzung
Die {\displaystyle \operatorname {tanc} (x)} hat strukturell große Ähnlichkeit zu der {\displaystyle \operatorname {sinc} (x)}-Funktion, ist allerdings keine Kardinalfunktion, hat aber Definitionslücken bei {\displaystyle (n+{\frac {1}{2}})\pi }. Daher ist bspw. in der Physik die Verwendung von {\displaystyle \operatorname {sinc} (x)} gebräuchlicher.